# Rise of Mana
Rise of Mana (Seiken densetsu: Rise of Mana) est un jeu vidéo d'action-RPG développé et publié par Square Enix uniquement au Japon sur smartphone le 6 mars 2014 sur iOS et le 26 juin 2014 sur Android. Une version PlayStation Vita est également commercialisée le 14 mai 2015. C'est un jeu de la série Mana,,.

## Accueil
- Famitsu : 28/40 (Vita)[4]